# Parascopas seabrai
Parascopas seabrai är en insektsart som beskrevs av Ronderos 1982. Parascopas seabrai ingår i släktet Parascopas och familjen gräshoppor. Inga underarter finns listade i Catalogue of Life.